# Alram II. (Ortenburg)
Alram II. († 1460) ist der zweite Sohn Alrams I., des Grafen zu Ortenburg-Dorfbach aus dem Hause der Ortenburger. Alram folgte seinem Onkel Etzel im Jahre 1444 als amtierender Graf von Ortenburg. Unter Alrams Regentschaft wurde der Grafschaft Ortenburg die Reichsunmittelbarkeit zugesprochen.

## Leben und Wirken
Bereits 1422 wird Alram mit seinen Geschwistern das erste Mal urkundlich erwähnt als Enkel des Grafen Heinrich IV. von Ortenburg. Im selben Jahr wird Alram II. Pfleger zu Fürsteneck.
Dank seiner Bestrebungen zwischen den Herzogen von Bayern, dem Bischof von Passau und den Grafen von Ortenburg die seit Jahrzehnten angespannten Beziehungen zu verbessern, gelingt es ihm die Grafschaft Ortenburg von der Vasallität der bayerischen Herzoge wieder zu lösen.
So kommt es am 23. März 1431 zur Belehnung der Grafschaft, den Schlössern und der zugehörigen Blutgerichtsbarkeit durch den späteren Kaiser Sigismund, Ortenburg wurde damit reichsunmittelbar. Alram führte aber das Amt als Reichsgraf noch nicht aus, da im Hause Ortenburg das Hausrecht der Senioratsnachfolge galt, d. h. nur der älteste, lebende Graf durfte die Grafschaft regieren. Dies war zu jener Zeit Alrams Onkel Etzel I.
1443 wird Alram Rat der Herzöge von Bayern-Landshut. Des Weiteren ist er im Dienste der Passauer Bischöfe. Dies führt zur weiteren Entspannung der belasteten Beziehungen.
Am 23. Juli 1444 wurde Alram von König Friedrich III. mit der Grafschaft belehnt, einen Monat darauf verzichtete sein Onkel offiziell zu seinen Gunsten. In den Jahren 1444 und 1445 ist Alram für einige Jahre Pfleger auf dem Georgsberg und damit der Pfleger der Veste Oberhaus bei Passau.
Mit Alrams Tod im Jahre 1460 stirbt die Linie Ortenburg-Dorfbach aus. Seine Besitztümer fallen an das Haus Neu-Ortenburg. Sein Nachfolger als Reichsgraf wird sein Vetter Georg II.

## Nachkommen
Alram II. war mit Agnes von Waldburg verheiratet. Aus dieser Ehe entstand folgendes Kind:
- Veronika († 31. Oktober 1461), ⚭ Wolfgang V. von Walsee zu Enns